# Владимир (Русия)
Вижте пояснителната страница за други значения на Владимир.
Владѝмир (на руски: Владимир) е град в Русия, административен център на Владимирска област. Населението на града през 2010 година е 345 373 души.
Разположен е на левия бряг на река Клязма на 180 км източно от Москва. Крупен възел на автомобилната и железопътната магистрали Москва – Нижни Новгород.
Има богата история и запазени архитектурни паметници. Влиза в Златния пръстен на Русия.

## История
Историята на град Владимир е една от най-ярките страници в историята на Русия. Датата на първоначалното заселване на град Владимир не е установена. Известно е, че още в началото на IX век славяните са били тук. Преди пристигането им местното население е от угро-фински племена. Въз основа на археологически находки може да се твърди, че на мястото на сегашния град в древността хора са живели тук много преди раждането на Христос.
Градът е основан през 990 или 992 г. на мястото на древно селище от княз Владимир Святославович.
През първата половина на XII век феодалната Киевска Рус започва да се разпада на отделни земи, в които се утвърждават местни княжески династии. Между тях започват да се водят войни за надмощие. При тези условия започва да расте значението на североизточната част на тогавашна Русия.
Град Владимир с удобното си географско положение, на стръмния бряг на река Клязма, в близост до вливащите се в нея реки Нерл, Рпен и Либед, притежава мощно естествено укрепление и удобно място за развитие на търговия. Всичко това привлича вниманието на черниговския княз Владимир Мономах. През 1108 г. той построява тук дървена крепост и я заобикаля със земен вал.
Издигането на крепост на брега на р. Клязма е от голямо стратегическо значение. Княз Владимир можел да разчита на града в борбата за Волго-Окското междуречие и в борбата срещу опозицията на благородниците на Ростов-Суздал. Обособява се Ростовско-Суздалското княжество, начело на което застава Юрий Долгорукий – синът на великия княз Владимир Мономах. При него се поставя началото на белокаменното строителство в Ростовско-Суздалската земя, чиито основни архитектурни характеристики са заложени в храмовете на целия Североизточен регион на Русия.
Окончателното си утвърждаване и последвалата го слава град Владимир дължи на сина на Юрий Долгорукий – великия княз Андрей Юриевич Боголюбски. За разлика от баща си, той чувства Североизточна Рус по-близка до себе си и много по-удобна за изграждането на силна държава, отколкото отслабения от безкрайни междуособици Киев. Освен това град Владимир е изключително удобен за развитието на търговия, на естествено укрепено от военна гледна точка място и защитен от външни врагове. В началото на ХII век той вече търгува с Киев, Смоленск, Чернигов, Галич, Волжка България, като и с Юга и Кавказ. Затова, оставяйки баща си в Киев, младият княз Андрей отправя погледа си към град Владимир. Той пренася тук от Киев и едно от най-големите светини на руската земя: иконата на Владимирската Света Богородица.
Превръщайки се в център и опорен град на княжеската власт в северната част на Рус, Владимир започна бързо да расте. Особено силно се увеличава неговото влияние през 1157 г., когато княз Андрей Боголюбски след смъртта на баща си Юри Долгорукий поема Киев. Принцът обаче не иска да остава там и премества столицата на Рус от Киев във Владимир. Той вече съществено се различавал от стария град. Укрепления заобикаляли не само централната част на града – Кремъл, но и всички постройки на града, населени от занаятчии, земеделски производители, селяни и търговци. Тази разлика не е случайна. Владимир от самото начало е крепост на княза в борбата му срещу междуособици, в борбата за обединение на руските земи.
Княз Андрей Боголюбский значително възстановява и разширява границата на отбрана на града. Той изгражда високи защитни укрепления. На река Клязма е издигната Воложката врата – наречена така, защото през нея търговците преминавали към река Волга. На централната ос на града е била изградена парадната Златни врата, по-далеко Медната и Иринената врати. На противоположния край на града – срещу Златни врата, се намирала Сребърни врата.
По това време широко се развива и белокаменното строителство във Владимир. На мястото на древната дървена църква „Успение на Света Богородица“ през 1158 г. започна строителството от бял камък на събора „Успение Богородично“. Замисълът на княз Андрей е тя да не е само църква на княжеството Владимир, а и главен храм на цяла Рус. Поради това катедралата трябвало да затъмни величието на всички преди това съществуващи църкви в Рус. И въпреки че храмът е по-малък по размер от съборите в Киев и „София“ в Новгород, той ги надминава на височина. Други забележителни сгради от това време са прекрасната църква „Покров на Нерли“ (1165) и забележителният дворцов ансамбъл в Боголюбов. Построен е и новият княжески дворец в самия Владимир. От особено значение е изграждането на Златните врата – символ на новия статут на столицата, главен вход на града и силно отбранително съоръжение. Така град Владимир става политически център на Рус, а Андрей Боголюбов – първи великоруски княз.
Засилването и разширяването на град Владимир, княжеската политика на интеграция и неговите действия не се харесват на група вражески настроени боляри. Това довежда до неколкократни покушения срещу него. През юни 1174 г., подкупвайки неговия слуга, те най-сетне успяват да го убият. Започва борба за надмощие, която за кратко време отслабва града. Тя завършва с победата на по-малкия брат на Андрей – Всеволод III.
Ставайки княз на Владимир в 1176, той продължил възстановяването и укрепването на града. През 1197 е построен величествения Димитриевский събор, една от най-забележителните конструкции на Владимирско-Суздалската архитектура. През 1185 г. е възстановен след пожар и с добавени пристройки Успенския събор, в започнатия през 1191 г. Рождественски мъжки манастир, е изграден от бял камък нов събор, а през 1201 г. женския Княгинин Успение Богородично манастир. Величествените сгради във Владимир станали модели за изграждане на други такива в градовете на Рус.
Периодът на управление на княз Всеволод е време на висш разцвет на града. Той имал най-силната армия на Рус и, независимо от това, че му се налага да направи ред военни походи, той се старае да разрешава възникналите проблеми с политически методи. В летописите от тези времена той е изобразен като най-могъщия и силен руски княз. Успява да сложи край на болярските междуособици. Успешните войни с българите и мордовците му позволяват да разшири границите на княжеството на изток. Политическите и културни връзки на княжество Владимир стават много големи, особено с Византия и Грузия.
Княз Всеволод царува в продължение на 36 години, през които Владимир се радва на мир, просперитет и богатство. Това е първият и твърде успешен опит да се обедини Рус. В резултат на това се формира ядро, около което по-късно се оформя Московската Рус. След смъртта на княз Всеволод синовете му започват жестока война за бащиното наследство, което отслабва страната на прага на монголското нашествие.
Невиждана катастрофа удря Владимир, както и цялата руска земя през 13 век. Дивите монголски орди нахлуват в мирна Рус през 1237 г. След унищожаване и плячкосване на Рязан и Москва на 3 февруари 1238 войските на Бату – внук на Чингисхан, стигат до Владимир – столицата на североизточна Рус. Главните сили разполагат лагера си срещу Златните врата. Посланици на Бату предлагат да владимирския княз Юрий Всеволодович да предаде града без бой. Получили отказ, те пред очите му съсекли неговия пленен брат. Отряд от конници обкръжават града. Десетки хиляди татари се готвят да нападнат. Макар и с малкото си на брой войни в града, обсадените не молят за пощада.
Започва историческата отбрана на древноруската столица. От докараните до стените обсадни оръдия политат камъни и огън. Предприето е настъпление по реките към града. Дни продължава боят за превземането на града. Битка се води за всеки храм. Последен остава Успенският събор, зад чиито стени се били укрили княжеското семейство, духовенството, болярите и част от жителите на града. Накрая и неговите защитници са победени. Татарите плячкосват, опожаряват и разрушават целия Владимир.
От великолепния, с богато украсени сгради, град остава само пепел и обгорените могъщи стени от камък на Успенския и Димитриевския събори, Златните врата и няколко църкви. В десетилетията до края на 13 век следват нови набези от вражески войски. Като цяло град Владимир 2 пъти е разгромен и 3 пъти са опустошени неговите околности. Той си остава главен град на Рус, но въпреки това сам така и не може да върне предишното си величие и слава. За столичния престол се борят първенците на градовете Москва, Суздал, Твер, Новгород.
Расте величието на Москва. През 1358 г. Владимирските златни врата се отварят пред новия московски княз Дмитрий Иванович. В Успенския събор той е тържествено въздигнат в звание велик княз на Владимир. През 1395 г. Владимир се лишава и от главната си светиня – чудотворната икона на Света Богородица Владимирска. Тя е преместена в Москва.
Огромна трагедия градът преживява през лятото на 1411 г. от поредни набези на татарите. Малобройната градска стража бързо е убита. Не са пощадени ни деца, ни старци. Нападателите разграбват всички ценности, домовете опожаряват. Ограбен е и знаменитият Успенски събор.
През 1521 г. Владимир отново е разорен от казански и кримски татари. Нападението е жестоко, но последно. Градът запада. Населението му – около 340 души, било много бедно. А ужасен пожар през 1719 г. (1 октомври), в който изгарят 11 църкви, дворянски сгради и 79 жилища, за дълго време забавя развитието на града. В началото на ХVIII век е приписан като провинциален град на Московската губерния.
През март 1778 с постановление на Екатерина II е създадена Владимирска губерния. На 14 август 1944 г. е създадена Владимирска област с център на региона град Владимир.
При избухването на Балканската война през 1912 г. 2 души от Владимир са доброволци в Македоно-одринското опълчение.

## Побратимени градове
- Ангиари, Италия
- Бобруйск, Беларус
- Ерланген, Германия
- Йеленя Гура, Полша
- Калгари, Канада
- Кампобасо (град), Италия
- Кентърбъри, Англия
- Керава, Финландия
- Кърджали, България
- Нара, Япония
- Сарасота, Флорида, САЩ
- Тренто, Италия
- Усти над Лабе, Чехия
- Чунцин, Китай

## Личности
Родени във Владимир
- Тодор Алябев (Алябиев), македоно-одрински опълченец, 25-годишен, ученик, средно образование, 2 и 3 рота на 10 прилепска дружина[3]
- Юрий Левитан, съветски радиодиктор съобщил началото на Великата Отечествена война (22 юни 1941), Капитулацията на Третия райх (9 май 1945), и първия пилотиран космически полет на Юрий Гагарин (12 април 1961).